# إينغيلا ستراندبرغ
إينغيلا ستراندبرغ (بالسويدية: Ingela Strandberg)‏ (26 فبراير 1944 في السويد)؛ كاتِبة مُتخصِّصة في أدب الأطفال، صحفية، كاتبة مسرحية، مترجمة، موسيقية وشاعرة سويدية.

## روابط خارجية
- إينغيلا ستراندبرغ على موقع IMDb (الإنجليزية)